# Nadnárodní korporace
Nadnárodní korporace (řidčeji mnohonárodní korporace, transnacionální korporace, mezinárodní korporace nebo nadnárodní podnik či společnost) je korporace nebo podnik, který řídí svůj obchod – výrobu produktů nebo distribuci služeb nebo obojí – ve více zemích, tj. alespoň jedné zemi mimo zemi svého sídla.

## Obecná charakteristika
Nadnárodní korporace je obvykle velká společnost založená v jedné zemi, která vyrábí nebo prodává zboží či služby v zemích jiných. Hlavní charakteristiky nadnárodních korporací je jejich velikost a skutečnost, že jejich celosvětové aktivity jsou centrálně řízeny mateřskými společnostmi.
Aktivity:
- Import a export zboží a služeb
- Významné investice v zahraničí
- Nákup a prodej licencí na zahraničních trzích
- Podpora výroby malých a středních podniků a regionálních výrobců a podpora exportu
- Otevření výrobních závodů v zahraničí

Nadnárodní korporace mohou těžit z jejich nadnárodního postavení různými způsoby. Za prvé mohou dosahovat úspor z rozsahu tím, že rozšiřují výdaje na výzkum a vývoj a náklady na reklamu na celosvětový prodej. Spojují globální kupní sílu s dodavateli a využívají své technologické a manažerské know-how s minimálními dodatečnými náklady. Dále mohou využívat své nadnárodní postavení k tomu, aby využily levných pracovních sil, které jsou dostupné v některých rozvojových zemích, a získaly přístup k odborníkům v oblasti výzkumu a vývoje z vyspělých zemí.
Koncem dvacátého století se objevily globální sociálně-ekonomické problémy nadnárodních korporací, jakožto „aktérů bez domova“. Potenciálně nejlepší koncept pro analýzu omezení správy společnosti nad moderními korporacemi je koncept „společností bez státní příslušnosti“. Tento návrh byl teoreticky objasněn již v roce 1992, kdy byla v časopise Business Week objasněna koncepce definování společnosti bez státní příslušnosti s analytickými nástroji na křižovatce mezi demografickou analýzou a výzkumem dopravy. Tato křižovatka je známá jako řízení logistiky a popisuje důležitost rychle rostoucí globální mobility zdrojů. V dlouhé historii analýzy nadnárodních korporací jsme již čtvrt století v éře společností bez státní příslušnosti – společnosti, které splňují nároky na zdrojové materiály na celosvětové úrovni a produkují individualizované produkty pro jednotlivé země.
Hlavní charakteristiky nadnárodních společností jsou:
- Obecně platí, že v mnoha zemích existují velké společnosti, které jsou v dané zemi hlavním subjektem, mají zahraniční investice nebo získávají menší podniky, založené dceřiné společnosti;
- Nadnárodní společnost má obvykle dokonalý systém rozhodování a nejvyšší rozhodovací centrum, každá dceřiná společnost nebo pobočka má svůj vlastní rozhodovací orgán, ale jeho rozhodnutí musí být podřízeno nejvyšším rozhodnutím;
- Nadnárodní společnosti hledají trhy s celosvětovým výrobním uspořádáním, profesionální fixní výrobou, prodejními produkty s pevným stanovištěm a s cílem dosáhnout maximálního zisku;
- Díky silné ekonomické a technické síle, rychlému přenosu informací a financování rychlých přeshraničních transferů má nadnárodní společnost silnější konkurenceschopnost ve světě;
- Mnoho velkých nadnárodních společností má v některých oblastech různé stupně monopolu, a to z důvodu ekonomické a technické síly nebo výhod výroby.

## Teoretické pozadí
Fungování mezinárodních korporací je úzce spojeno s ekonomickým liberalismem a systémem volného trhu v globalizované multikulturní společnosti. Ekonomičtí realisté vidí chování jedince jako racionální chování za účelem maximalizování svých vlastních zájmů. Minimální zásahy státu ve spojení s racionálním chováním jednotlivců tvoří vhodné podmínky pro vznik a nejlepší fungování volného trhu. Výsledkem takového chování je volný trh zboží a služeb vedoucí k maximalizaci mezinárodního bohatství.
Pro mnoho ekonomických liberálů jsou nadnárodní korporace lídrem liberálního řádu. Jsou příkladem par excellence pro liberální ideje o fungování nezávislé (volné) světové ekonomiky. Překonaly obchodní a ekonomickou integraci národních ekonomik integrací mezinárodní produkce. Poprvé v historii produkce jsou marketing a investice organizovány na světové úrovni spíše než v rámci izolovaných národních ekonomik.
Mezinárodní obchod je specifickou oblastí akademického výzkumu. Ekonomické teorie mezinárodních organizací zahrnují Internalization theory a eclectic paradigm, také známý jako OLI framework.
Další teoretická rovina nadnárodních korporací se týká vztahu mezi globalizací ekonomických závazků a kulturou národních i místních reakcí. To vychází z uvědomělé kulturní správy datující se přinejmenším do 60. let 20. století. Tak například Ernest Dichter, který vytvořil mezinárodní kampaň pro Exxon, napsal do Harvard Business Review v roce 1962, že pro překonání kulturního odporu je zapotřebí pochopení kultury zemí, kde korporace působí. Pozoroval, že společnosti, které chtějí využít mezinárodních příležitostí musí brát v potaz kulturní antropologii, která je důležitým nástrojem pro konkurenceschopný marketing. Paradoxně to ale nevedlo k začlenění mezinárodních společností do národní kultury států, ale k vytvoření obecného, světového zákazníka. Nápad globální korporátní obce zahrnuje kontrolu a transformaci úzce zaměřených spojení s jedním národem. To zahrnovalo nikoli popření přirozenosti propojenosti s jedním národem, ale zmezinárodnění způsobu, jakým stát sám sebe definuje.

## Rozvoj nadnárodních korporací
Jedna z prvních nadnárodních společností, East India Company, byla založena v roce 1600. Po britské společnosti přišla Nizozemská Východoindická společnost, založená 20. března 1602, která byla po dobu 200 let největší společností na světě. Jejím předchůdcem byl do značné míry také církevní řád templářů, zejména ve své druhé fázi v druhé polovině 13. století až do zániku ve 14. století.
Velké nadnárodní korporace (tehdy nazývané výsadní koloniální společnosti) patřily ke koloritu kolonialismu největších evropských mocností (zejména pak Britského impéria) i pozdějšího bouřlivého industriálního rozmachu přelomu 19. a 20. století, zejména ve Spojených státech amerických. Tento status patřil jen několika největším společnostem, které vzhledem ke svému vlivu, rozsahu a šíři své působnosti operovaly ve více zemích, často na základě individuálních smluv a dohod (v kontrastu s dnešním právním rámcem mezinárodního obchodu).
Ve 20. a 30. letech 20. století se ve fašistické Itálii utvořilo ekonomicko-politické uspořádání, které umožňovalo největším korporacím přímo zasahovat do politiky státu a podílet se na ní. Tento směr se nazýval korporativismus; ti, kteří jej řídili, byli označováni za korporatokracii.
Za další milníky, které rozvoj nadnárodních korporací usnadnily, by se dal počítat nástupem liberální ekonomiky ze začátku 80. let (Thatcherová, Reagan), který otevřel cestu globalizaci, a rozvoj internetu, který v 90. letech, po „dot com boomu“, podpořil micro-multinationals (česky přibližně: mikro-mnohonárodní korporace).

## Transnacionální korporace
Transnacionální korporace (TNC-transnational corporation) se od tradičních nadnárodních společností liší tím, že se neztotožňují s domovským sídlem v jediné zemi. Zatímco tradiční nadnárodní společnosti mají svou domovskou firmu spolu s jejími dceřinými společnostmi v zahraničí, tak transnacionální korporace rozdělují své operace do více zemí s cílem udržet vysokou reaktivitu.
Příkladem transnacionální korporace je Nestlé, které zaměstnává vedoucí pracovníky z více zemí, čímž se snaží dělat rozhodnutí výhodná z globální perspektivy a nikoli z částečně zainteresovaného centrálního ředitelství.

## Nadnárodní podnik
Nadnárodní podnik (MNE, Multinational enterprise) je termín používaný v mezinárodní ekonomii a je podobně definován jako nadnárodní korporace, která kontroluje a řídí produkci v továrnách nacházejících se alespoň ve dvou zemích. Nadnárodní podnik se podílí na přímých zahraničních investicích, protože se podporou podniků v hostitelské zemi snaží vyhnout transakčním nákladům.

## Kolonialismus
Historie mezinárodních korporací je úzce spojena s historií kolonialismu. První mezinárodní korporace byly založeny, aby zajistili koloniální výpravy evropským monarchům. Před érou New Imperialism byla většina kolonií, které nebyly ve správě Španělska nebo Portugalska, spravována pověřenými mezinárodními organizacemi. Příkladem takových organizací byly Britská Východoindická společnost, Společnost Hudsonova zálivu a Swedish Africa Company. První takové organizace podporovaly kolonialismus, zapojením se do mezinárodního obchodu, objevováním a vytvářením obchodních míst s koloniálním zbožím. Mnohé z těchto společností, jako například the South Australia Company a Virginia Company, hrály zásadní roli, zakládaly a spravovaly kolonie nových usedlíků. Bez výjimek, všechny tyto organizace využívali zdroje a pracovní sílu v koloniích a výsledný zisk investovaly ve své domácí zemi. To vedlo k zbohatnutí kolonizátorů a zchudnutí kolonizovaných. Společnosti jako třeba Royal African Company byly zodpovědné za logistickou stánku obchodu s otroky v Atlantiku tím, že vlastnili přístavy a lodě nutné pro tento obrovský obchod. Během 19. století formální korporátní vláda nad koloniemi z velké části ustupovala koloniím řízeným státem. Avšak ve většině kolonií přetrvala korporátní kontrola nad ekonomickými záležitostmi kolonie.
Během dekolonizace byly evropské charterové společnosti rozpuštěny. Poslední rozpuštěnou společností, v roce 1972, byla Mozambique Company. Hospodářský dopad koloniálního vykořisťování se ukázal jako trvalý a dalekosáhlý. Někteří komentátoři si myslí, že tento dopad patří mezi hlavní příčiny globální nerovnosti příjmů.
Současní kritici mezinárodních korporací viní některé současné mezinárodní společnosti z podobných postupů vykořisťování a rozdílné distribuce bohatství, které byly zavedeny dnes již neexistujícími koloniálními charterovými společnostmi. Jedná se v přední řadě o společnosti těžící zdroje, které byly založené ve vyspělém světě a operují v rozvojovém světě. Příkladem takové společnosti je Royal Dutch Shell a Barrick Gold. Někteří z těchto kritiků tvrdí, že operace mezinárodních korporací v rozvojovém světě jsou součástí v širším kontextu neokolonialismu.
Navzdory všemu, mezinárodní korporace z rozvíjejících trhů hrají čím dál důležitější roli, čím dál tím víc ovlivňují světovou ekonomiku.

## Skupiny/dělení
Nadnárodní společnosti (MNC) se často rozdělují do tří širokých skupin:
- Vodorovně integrované nadnárodní společnosti řídí výrobní podniky lokalizované v různých státech vyrábějící stejné nebo podobné výrobky.
- Svisle integrované nadnárodní společnosti řídí výrobní podnik v jisté zemi/zemích k produkci produktů, které slouží jako vstup do výroby v jiné zemi/zemích.
- Diverzifikované nadnárodní společnosti řídí výrobní podniky lokalizované v různých státech, které nejsou vodorovně nebo svisle začleněny.

## Výhody a nevýhody nadnárodních korporací
Ty největší nadnárodní korporace mohou zaměstnávat až stovky tisíc lidí (např. Citigroup má 332 tisíc zaměstnanců, 200 milionů zákazníků ve více než stovce zemí) a mít výnosy srovnatelné s HDP menších zemí. Spolu s růstem jejich objemu výroby nebo poskytovaných služeb získávají též (ekonomický, politický) vliv, podobně jako světová ekonomika hraje roli v mezinárodních vztazích a globalizaci.
Mezi další sporné body vlivu nadnárodních korporací se uvádí:
- lobbying
- využívání (nebo zneužívání) tzv. daňových rájů
- využívání (nebo zneužívání) levné pracovní síly a dětské práce
- hrozba vystoupení z trhu (v angl. market withdrawal) a s tím spojená ztráta mnoha pracovních míst v regionu nebo zemi coby politická „páka“ v jednání o lepších podmínkách pro danou korporaci
- velké (podle kritiků až nadměrné) patentování coby forma zamezení růstu konkurence

## Největší nadnárodní korporace
Podle obratu, k 21. červenci 2008, podle CNN Money.
| #   | Korporace         | Obrat v mil. USD | Zisk v mil. USD | Poznámka                                                       |
| --- | ----------------- | ---------------- | --------------- | -------------------------------------------------------------- |
| 1.  | Wal-Mart Stores   | 378,799          | 12,731          | síť super/hypermarketů, 2 056 000 zaměstnanců, 6000 dodavatelů |
| 2.  | Exxon Mobil       | 372,824          | 40,610          | těžební společnost, 107 100 zaměstnanců                        |
| 3.  | Royal Dutch Shell | 355,782          | 31,331          | těžební společnost                                             |
| 4.  | British Petroleum | 291,438          | 20,845          | těžební společnost                                             |
| 5.  | Toyota Motors     | 230,201          | 15,042          | výrobce automobilů                                             |
| 6.  | Chevron           | 210,783          | 18,688          | těžební/energetická společnost                                 |
| 7.  | ING Group         | 201,516          | 12,649          | finanční služby, 126 660 zaměstnanců                           |
| 8.  | Total             | 187,280          | 18,042          | těžební společnost                                             |
| 9.  | General Motors    | 182,347          | –38,732         | výrobce automobilů                                             |
| 10. | ConocoPhillips    | 178,558          | 11,891          | energetická/těžební společnost                                 |

Podle obratu, k 31. lednu 2018 podle Fortune.
| #   | Korporace                | Obrat v mil. USD | Zisk v mil. USD | Poznámka                                | Ref.   |
| --- | ------------------------ | ---------------- | --------------- | --------------------------------------- | ------ |
| 1.  | Wallmart                 | 500,343          | 9,862           | síť super/hypermarketů                  | [ 14 ] |
| 2.  | State Grid               | 348,930          | 9,533           | Elektřina a energie                     | [ 15 ] |
| 3.  | China National Petroleum | 355,782          | -690            | těžební společnost                      | [ 13 ] |
| 4.  | Roya Dutch Shell         | 311,870          | 12,977          | těžební společnost                      | [ 16 ] |
| 5.  | Toyota                   | 265,172          | 22,150          | výrobce automobilů                      | [ 16 ] |
| 6.  | Volkswagen               | 260,025          | 13,107          | výrobce automobilů                      | [ 16 ] |
| 7.  | BP                       | 244,582          | 3,389           | těžební společnost                      | [ 17 ] |
| 8.  | Exxon Mobil              | 244,363          | 19,710          | těžební společnost                      | [ 13 ] |
| 9.  | Berkshire Hathaway       | 242,137          | 44,940          | holdingová společnost, (Warren Buffett) | [ 13 ] |
| 10. | Apple                    | 229,234          | 48,351          | softwarová a hardwarová společnost      | [ 13 ] |

## Kritika
Antikorporátní advokáti kritizují nadnárodní korporace za to, že jsou bez konkrétní národnosti. Tento nedostatek národního charakteru se objevuje ve způsobu jejich fungování. Například, když uzavírají smlouvy se zeměmi, které mají nízkou úroveň lidských práv a environmentálních standardů. Ve světové ekonomice s nadnárodními korporacemi bude kapitál stále více schopen zapojit pracovníky, komunity a národy proti sobě navzájem. Tyto skupiny vyžadují daňové, regulační a mzdové úlevy, přičemž tento jev ohrožuje jejich migrace. Jinými slovy, zvýšená mobilita nadnárodních korporací má prospěch z kapitálu, zatímco pracovníci a komunity ztrácejí. Některé negativní výsledky generované nadnárodními korporacemi zahrnují zvýšené nerovnosti, nezaměstnanost a stagnaci mezd.
Agresivní využívání schémat vyhýbání se daňovým povinnostem a nadnárodních daňových rájů umožňuje nadnárodním společnostem získat konkurenční výhody vůči malým a středním podnikům. Organizace, jako síť spravedlnosti v oblasti daní, kritizují vlády za to, že umožňují nadnárodním organizacím uniknout z daní, zejména pomocí daňových nástrojů daňové eroze a posunu zisku (BEPS), neboť méně peněz lze vynaložit na veřejné služby.